# Ufford (Suffolk)
Ufford is een civil parish in het bestuurlijke gebied East Suffolk, in het Engelse graafschap Suffolk met 808 inwoners.